# 広平路

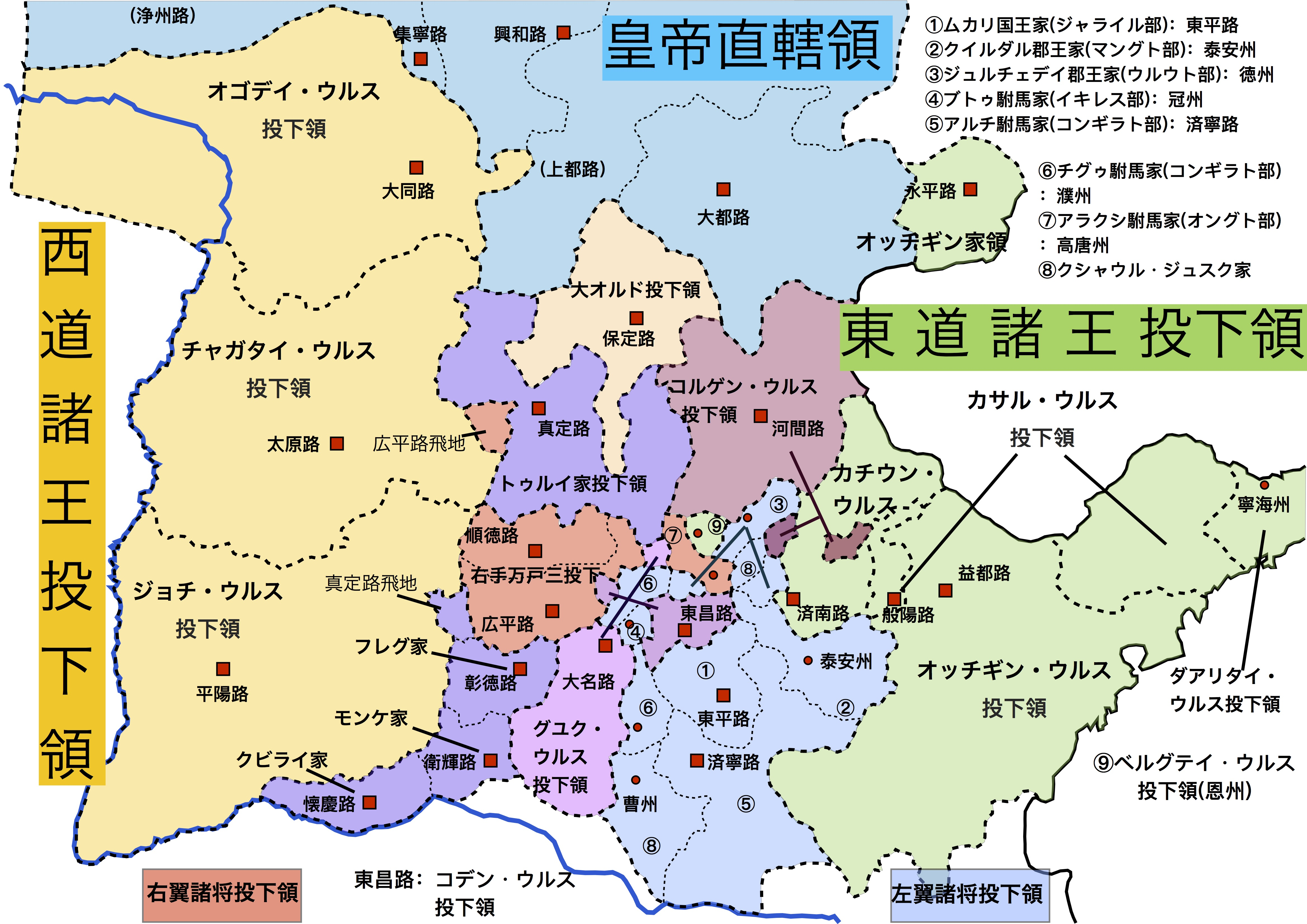
モンゴル時代の華北投下領。広平路は中央の「右手万戸三投下」領に属する。

広平路（こうへいろ）は、中国にかつて存在した路。モンゴル帝国および大元ウルスの時代に現在の河北省邯鄲市一帯に設置された。
モンゴル帝国建国の功臣、アルラト部族長のボオルチュを始祖とする広平王ボオルチュ家の投下領であった。

## 歴史
唐代の洺州を前身とする。モンゴル帝国第2代皇帝オゴデイ・カアンの治世の1236年に洺州・邢州・磁州・威州の4州を管轄する邢洺路総管府が設置され、第5代皇帝クビライ・カアンの治世の1278年に広平路総管府に改められた。ただし、邢州のみは邢洺路から分離して順徳路を形成した。
1236年、オゴデイは河北の諸路を諸王・勲臣に分配した（丙申年分撥）が、この時邢洺路（広平路）は「右手万戸三投下」の投下領とされた。「右手万戸三投下」とはオロナウル3氏族（コンゴタン・アルラト・ケレングト）出身のノヤンの総称で、筆頭はチンギス・カンの「右翼万人隊長」ボオルチュの子でアルラト部のボロルタイであった。ボロルタイは洺州を、同じくアルラト部出身のオゲレ・チェルビは威州を、コンゴタン部のテムデイ駙馬は磁州を、ケレングト部のバダイとキシリクは邢州をそれぞれ投下領とした。ボオルチュ-ボロルタイの末裔は大元ウルスの時代、投下領の広平路に由来する広平王という王号を与えられた。
朱元璋が明朝を建国すると広平路は広平府と改められ、広平府は1913年（民国2年）に廃止とされた。

## 管轄県
広平路には11県（5県が路の直轄）、2州が設置されていた。

### 5県
- 永年県
- 広平県
- 曲周県
- 肥郷県
- 鶏沢県

### 2州
- 磁州…滏陽県・武安県・邯鄲県・成安県を管轄する
- 威州…洺水県・井陘県を管轄する